# Sfântul Sebastian

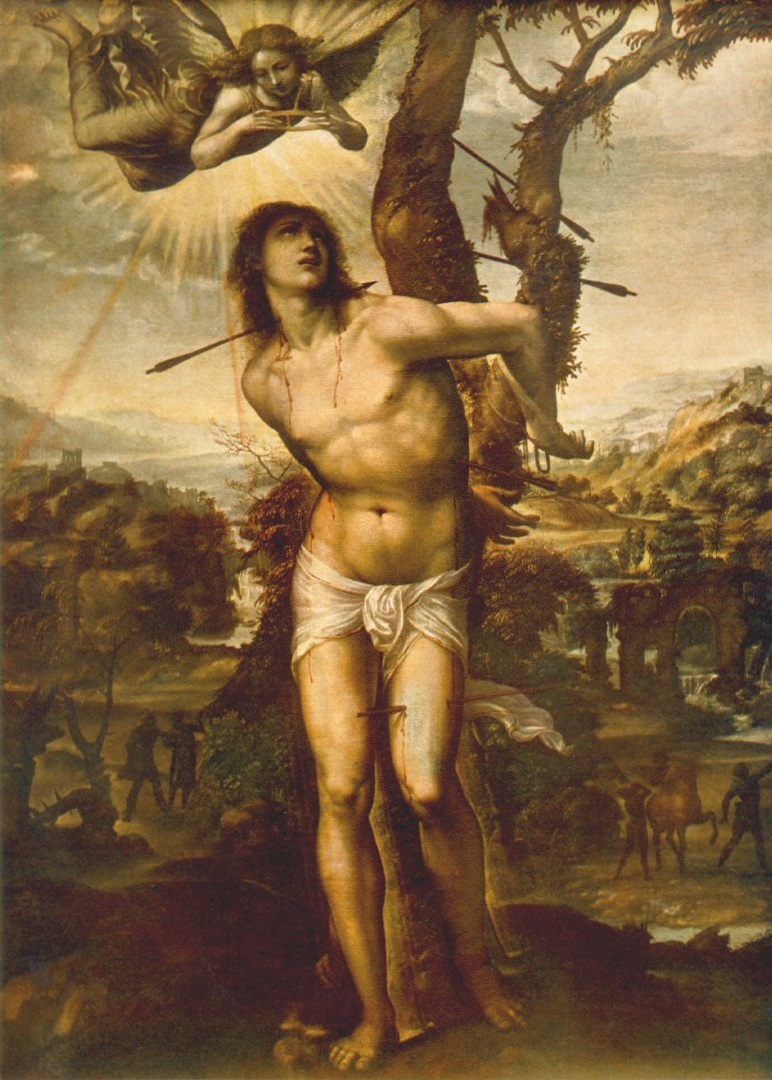
'Sfântul Sebastian, pictură de Giovanni Antonio Bazzi (1525)

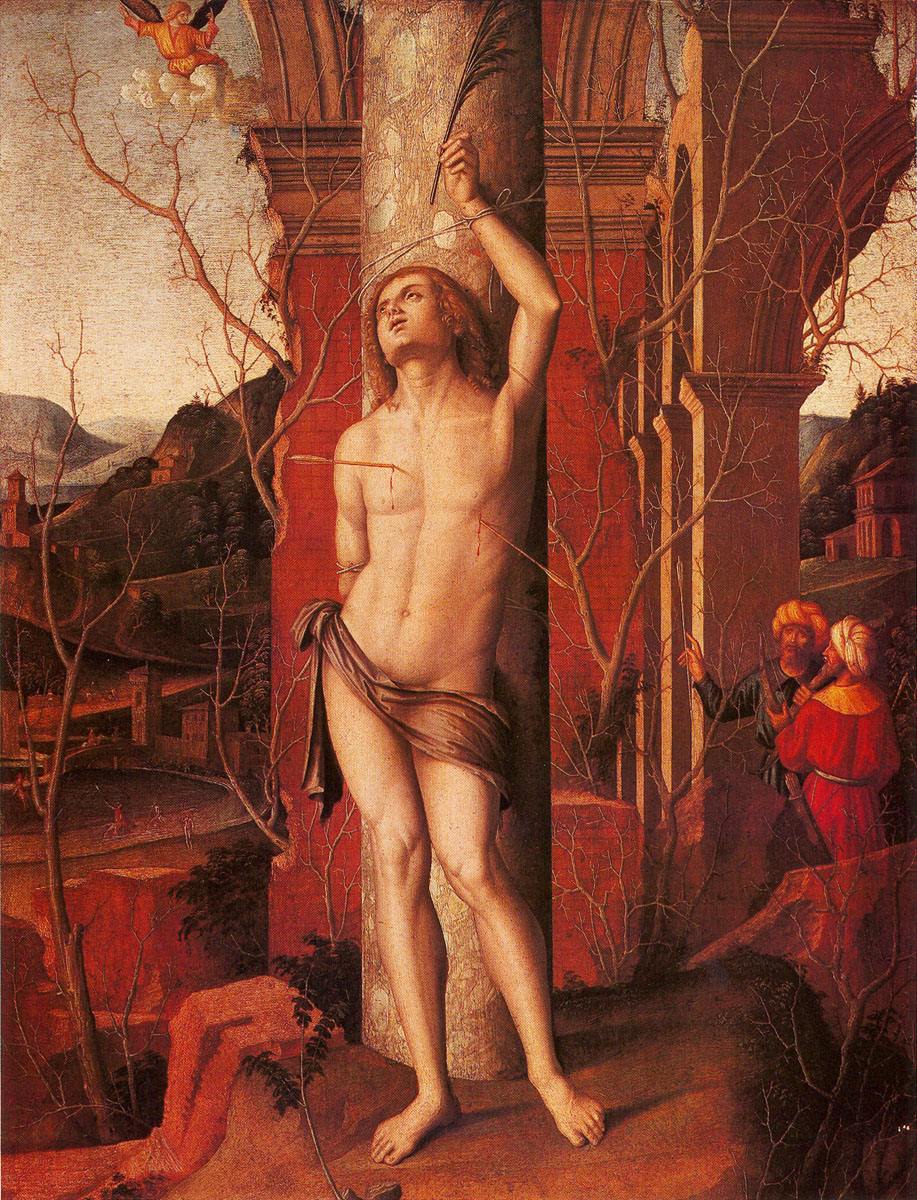
'Sfântul Sebastian, pictură de Marco Palmezzano (1515)

Sfântul Sebastian (n. 255 d.Hr., Narbonne, Languedoc-Roussillon, Franța – d. 20 ianuarie 287 d.Hr., Roma, Imperiul Roman) a fost un soldat roman. Din secolul al IV-lea este venerat ca sfânt martir creștin.

## Biografie
Sfântul Sebastian s-a înrolat în armata Imperiului Roman în anul 283 pentru a-și ajuta semenii creștini. Datorită încrederii de care se bucura, Sf. Sebastian ajunge căpitanul gărzii praetoriene, iar în timpul domniei lui Dioclețian devine senator.
Continuă să-i ajute pe creștinii întemnițați din Imperiu, periclitându-și astfel propria soartă. 
Salvează doi frați închiși pentru credința lor în Iisus Hristos, convertindu-i atât pe ostașii care-i păzeau cât și pe ceilați deținuți păgâni. Reușește să-i determine să se convertească la creștinism chiar pe magistrați, pe prefectul orașului și pe fiul acestuia Tiburtius (pe care îl și vindecă), alături de alți 68 de cetățeni din Roma.
Acțiunile sale de propăvăduire a creștinismului devin publice, iar pentru mărturisirea credinței în Mântuitor este condamnat la moarte prin săgetare. Deoarece supraviețuiește săgeților, trupul i-a fost bătut cu ciomege și tăiat în bucăți.

Sfântul Sebastian

## Patronate
Sfântul Sebastian este patronul onomastic al orașelor:
- São Sebastião do Rio de Janeiro, Rio de Janeiro, Brazilia
- San Sebastián, Țara Bascilor, Spania,
- Sankt Sebastian (am Rhein), Renania-Palatinat, Germania,
- Sebastian, Florida, SUA.

Este de asemenea patronul catedralei catolice din Magdeburg, Saxonia-Anhalt, Germania. (vezi: de:Sankt-Sebastian-Kirche (Magdeburg)).

## Sărbători
- în calendarul Bisericii Ortodoxe Române: 18 decembrie, sub numele "Sfântul mucenic Sebastian", alături de Zoe, soția lui, și a celor împreună cu el: Tranchilin, Nicostrat, Claudie, Castor, Tiburtie, Castul, Marcelin și Marcu;
- în calendarul Bisericii Române Unite cu Roma (Greco-Catolice): 18 decembrie, sub numele "Sfântul martir Sebastian și însoțitorii săi";
- în calendarul romano-catolic: 20 ianuarie, sub numele "Sebastian, martir";
- în calendarul evanghelic (luteran): 20 ianuarie, sub numele "Sebastian".